# ヴェンツェル1世 (ルクセンブルク公)
ヴェンツェル1世（Wenzel I., 1337年2月25日 - 1383年12月7日）は、ルクセンブルク家の初代ルクセンブルク公（在位：1353年 - 1383年）。ブラバント公も継承した（在位：1355年 - 1383年）。フランス語名はヴェンセラス（Venceslas）。ヴェンツラスとも呼ばれる。父はボヘミア王ヨハン（ジャン、ヤン）で、プラハで生まれた。母はブルボン公ルイ1世（ブルボン家の祖）の娘ベアトリス。神聖ローマ皇帝カール4世、モラヴィア辺境伯ヨハン・ハインリヒは異母兄である。

## 生涯
カール4世が神聖ローマ皇帝になると、ヴェンツェル1世はルクセンブルクの統治を委ねられた。1355年にはカール4世の力によって、ルクセンブルク伯は公爵に格上げされる。
1352年にブラバント公女ジャンヌ（エノー伯ギヨーム2世の未亡人）と結婚する。1355年にジャンヌの父、ブラバント公ジャン3世が死去すると、ブラバント公、リンブルク公領を継承する権利を手に入れた。ヴェンツェルと妻ジャンヌはブラバントの不可分性（相続による公領の分割を否定）を保証するために「いとも喜ばしき入城」（Blijde Inkomst、即位後初めて統治者が入場する際の儀式）の際に協定に調印した。しかし、ヴェンツェルの義弟（ジャンヌの妹マルグリットの夫）であるフランドル伯ルイ2世などが自分の取り分（公領の分割）を主張したために争わねばならなかった。
1356年8月、ジャンヌとヴェンツェルはカール4世を呼び、その軍隊の力で支援してもらおうとした。カール4世はマーストリヒトで利害関係のある当事者達と会い、その中にはブラバント諸都市の代表も含まれていたが、そこでルクセンブルク家には幾分不利なように協定の一部が無効化された。ルクセンブルク家はブラバントの継承権を保持しないことになり、ジャンヌの死後はジャンヌの妹マルグリットにブラバントが継承されることとなったのである（ただし、マルグリットは姉に先立って1368年に死去した）。また、フランドル人達のせいでブリュッセルの確保には失敗したが、同年10月にはブリュッセルの勇敢な市民のおかげでフランドル人たちを追い出すことに成功した。しかし、以降は所領内部での争いに精力を割かねばならなかった。1371年にはユーリヒ公国と争って有力や貴族や軍隊を失い、自身も11か月間捕虜となった。
ヴェンツェルの死後、ルクセンブルク公は甥でカール4世の長男ヴェンツェル（2世）（後のローマ王）が継承した。一説によればヴェンツェルはハンセン病で死んだという。彼の最後の望みは死後、彼の心臓が当時ブリュッセルにいた妻ジャンヌの元に送られることだったという。なお、ジャンヌとの間に子は無かった。
1406年にジャンヌが死ぬと、ブラバント公はマルグリットとルイ2世の孫であるヴァロワ＝ブルゴーニュ家のアントワーヌ（フィリップ豪胆公の息子）が継承した。